# Герк, Анатолий Анатольевич
Анато́лий Анато́льевич Герк (20 ноября 1984, Полевской, Свердловская область) — российский футболист, нападающий.

## Карьера
В 2001 году Герк уехал в Бельгию в клуб «Андерлехт». За 5 лет, проведённых в клубе, он сыграл всего лишь 6 матчей в чемпионате Бельгии. В 2006 был продан в «Твенте». В 2007 году Гаджи Гаджиев пригласил его в «Сатурн». В 2008 году провёл за молодёжную команду «Сатурна» 9 матчей и забил один гол «Шиннику». В марте 2009 года подписал контракт с «Уралом». В 2011 году перешёл в состав «Мордовии». Победитель ФНЛ 2011/12 в составе «Мордовии». В 2012—2013 годах вновь выступал за «Урал». В 2014 году «Тамбов» подписал контракт с нападающим Анатолием Герком. С 2015 года выступал в чемпионате Свердловской области за «Северский Трубник».
Принимал участие в юношеском чемпионате Европы 2001 (до 16 лет), забил единственный мяч сборной на турнире — в ворота сборной Турции (1:0).

## Достижения
- Победитель Первенства ФНЛ (1): 2012/13
- Обладатель Кубка ФНЛ (2): 2012, 2013